# Azeru
Azeru (em francês: Azrou; em árabe: أزرو; em tifinague: ⴰⵥⵕⵓ) é uma cidade e município do centro de Marrocos, que faz parte da província de Ifrane, que faz parte da região de Mequinez-Tafilete. Em 2004 o município tinha 47 540 habitantes e estimava-se que em 2012 tivesse 53 199 habitantes.
Situa-se nas montanhas do Médio Atlas, num vale escavado pelo uádi Tigrigra, 20 km a sudoeste do centro de Ifrane (12 km do aeroporto), 12 km a sul do extremo sul do Parque Nacional de Ifrane, 65 km a sudeste de Mequinez, 90 km a sudoeste de Fez, 80 km a nordeste de Khenifra, 200 km a bordeste de Beni Mellal, 123 km a noroeste de Midelt e 263 km a noroeste de Errachidia (distâncias por estrada). A pequena cidade de casas brancas cobertas de telhas verdes e rodeada de encostas cobertas de cedros-do-atlas encontra-se no cruzamento de duas importantes rotas históricas de Marrocos que ligam o "Grande Sul" às antigas capitais imperiais de Fez e Mequinez — uma em direção ao Tafilalet, via Errachidia, e outra em direção ao Alto Atlas e Marraquexe, via Beni Mellal.
É uma cidade muito movimentada, tanto pela sua situação de passagem, como por ser a capital tradicional do território tradicional da tribo berbere dos Beni Mguild, que acorrem à cidade principalmente nas terças-feiras, o dia do soco (mercado semanal). A beleza natural da região e as pistas de esqui próximas atraem muitos turistas à cidade.
Entre as principais atrações turísticas próximas destacam-se o Parque Nacional de Ifrane, a floresta do Cedro Gouraud (cujo nome se deve ao "Cedro Gouraud", com mais de 900 anos de idade e se encontra entre Azeru e Ifrane) e vários lagos de montanha. Um pouco mais longe, a pouco mais de 20 km a sul, encontra-se a pitoresca aldeia de Ain Leuh, perto da qual se encontra as chamadas "Quarenta Nascentes", onde nasce o maior rio de Marrocos, o Morbeia (Oum Er-Rbia).